# Чавка (ваздухопловна једрилица)
Чавка једноседа тренажна једрилица мешовите конструкције - претежно направљена од дрвета и платна са неувлачивом амортизованом скијом за слетање испод трупа. Производила се у фабрици Утва у Панчеву.

## Пројектовање и развој
У другој половини тридесетих година прошлог века дошло је до омасовљавања једриличарства у Југославији, али самим тим јавио се проблем обуке пилота-једриличара услед недостака једрилица које су полетале помоћу аеро-запреге. Због тога је познати конструктор Иван Шоштарић конструисао 1939. ову једрилицу која је полетала помоћу аеро-запреге или витлом. До избијања рата 1941. направљено је десет примерака у панчевачкој фабрици авиона „Утва”, а после Другог светског рата серијски је израђивана у више фабрика авиона, ремонтних центара и аероклубова у Југославији.

### технички опис
"Чавка" је била лака једрилица мешовите конструкције (дрво-платно). Труп јој је био у облика дрвене греде на чијем се предњем крају у гондоли налазила пилотска кабина са ветробраном од плексигласа. На другом крају трупа (греде) налазили су се хоризонтални и вертикални стабилизатори са кормилима висине и правца. Гондола у којој се налазила кабина пилота је била дрвене конструкције обложена дрвеним шпером. Извршни управљачки органи летилице су били покретани челичним ужадима. Испод гондоле се налазио фиксни клизач са гуменим амортизерима који је служио као стајни трап летилице.
Централни део крила је био правоугаоног а крајеви трапезастог облика са заобљеним крајевима, постављена су на горњој ивици трупа тако да је летилица била класификована као висококрилац. Носећа конструкција крила је била дрвена са предње стране обложена дрвеном лепенком а задње ивице крила и управљачке површине пресвучене су импрегнираним платном. Аеропрофил крила је био Clark Y mod. Крила су била подупрта носачима чији се један крај ослањао на гондолу кабине пилота. Додатно укрућење крила обаља се жичаним затегама. Хоризонтални и вертикални стабилизатори су конструктивно изведени као и крила.

## Карактеристике
Карактеристике наведене овде се односе на једрилицу Чавка а према изворима.
| Финеса      | 1 : 16,5 при брзини 56,50 km/h |
| Перформансе | - максимална брзина 110– 120 km/h - минимална брзина 41,7 km/h - макс. брзина аеро вуче 110 km/h - макс. брзина витло 100 km/h - минимално пропадање 0,90 m/s при брзини 52 km/h |
| Димензије   | - размах крила 12,70 m - дужина 6,60 m - висина 2,00 m - површина крила 16,70 m² - виткост 9,70 - аеропрофил крила Clark Y mod - макс. оптеречење крила; 12,30 kg/m²             |
| Маса        | - сопствена 115 kg - полетна 205 kg - водени баланс; нема |

## Оперативно коришћење
Ова једрилица се до почетка Другог светског рата производила у Утви и направљено је 4 примерка. Након рата била је једна од најмасовније коришћених једрилица у аеро клубовима широм Југославије. У Југославији се производила у следећим фабрикама: Утва Панчево, ЛЕТОВ Љубљана, 20.Мај Скопље, ВТЦ Јастреб из Вршца и у неким Аероклубовима као самоградња. Само у Савезном ваздухопловном центру у Вршцу (ВТЦ Јастреб) направљено је 30 од укупно 200 примерака ове једрилице. Иако је била врло једноставна за производњу, одликовала се изузетно добрим летним карактеристикама и једноставном техником управљања, а њоме је било могуће изводити основне акробације. Посебно је занимљиво оригинално Шоштарићево решење везивања упорнице за крило помоћу кардана, што се показало као далеко боље решење од круте везе која је до тада коришћена на другим типовима једрилица.
Једрилица "Чавка" је 1947. године учествовала на првом југословенском Једриличарском слету у Брежицама и освојила 7. и 9. место у конкуренцији једрилица: Комар, Соко, Саламандра, Орлик, Јастреб и Ждрал што потврђује њен квалитет.
Током 1955. године пет једрилица овог типа извезено је у Грчку за потребе њихових аероклубова ради покретања једриличарства у тој земљи. У периоду 1956.-60. коришћене су на аеродрому Триполи на Пелопонезу и стартоване су искључиво помоћу витла, а непознат број примерака је направљено у њиховој фабрици КЕА у Фалирону.

## Сачувани примерци
Два примерка ове једрилице се чувају у Ваздухопловном музеју на аеродрому "Никола Тесла" у Београду, један је изложен YU-2227 производње 20.Мај из Скопља, а други је у депоу YU-2127 који је направљен у Савезном ваздухопловном центру из Вршца.
У Словенији је 1997. године обновљена једна Чавка регистрације YU-2183 произведене у Утви 1954. године и доведена у летно стање, добила пловидбену дозволу и регистрована под бројем S5-1183 а лоцирана је у Постојини.
Једна Чавка је сачувана у Грчкој и налази се у хангару Атинског Једриличарског клуба.

## Употреба
- Југославија
- Грчка
- Srbija
- Slovenija